# Грабчук Максим Григорович
Максим Григорович Грабчук (25 квітня 1911, Слободище — 28 грудня 1948) — радянський офіцер, Герой Радянського Союзу, в роки німецько-радянської війни командир понтонно-мостової роти 19-го окремого понтонно-мостового батальйону 7-ї гвардійської армії 2-го Українського фронту, старший лейтенант.

## Біографія
Народився 25 квітня 1911 року в селі Слободищах (тепер Бердичівського району Житомирської області) в селянській родині. Українець. Член КПРС з 1942 року.
У 1922 році закінчив 6 класів, а в 1933 році — Одеський агротехнікум. Працював трактористом, потім бригадиром тракторної бригади Бердичівської МТС.
З 1934 по 1936 рік і з 1938 по 1940 рік проходив дійсну військову службу. Учасник визволення Західної України і радянсько-фінської 1939—1940 років. У 1941 році знову призваний в ряди Червоної Армії.
У боях німецько-радянської війни з червня 1941 року. Воював на Південно-Західному, Донському, Сталінградському, 1-му Українському, 2-му Українському, 3-м Прибалтійському фронтах. Тричі поранений, контужений.
Відзначився при форсуванні Дніпра в районі села Солошине Кобеляцького району Полтавської області у вересні 1943 року. Ворожі літаки скинули в річку кілька плаваючих мін вище за течією. Одна з них пливла до середини понтонного мосту. Вчасно її помітивши, чергою з кулемета ліквідував міну і тим самим врятував міст.
Указом Президії Верховної Ради СРСР від 26 жовтня 1943 року за військову майстерність і мужність, проявлені в боях при форсуванні Дніпра старшому лейтенанту Максиму Григоровичу Грабчуку присвоєно звання Героя Радянського Союзу з врученням ордена Леніна і медалі «Золота Зірка» (№ 1333).

Могила Максима Грабчука

Після закінчення війни М. Г. Грабчук продовжив службу в армії, але три поранення і контузії не пройшли безслідно. Помер 28 грудня 1948 року. Похований у Києві на Байковому кладовищі.

## Нагороди
Нагороджений орденами Леніна, Червоного Прапора, Вітчизняної війни 1-го ступеня, двома орденами Червоної Зірки, медалями.